# 메이 (가수)
메이(MAY, 1982년 5월 6일 ~ )는 일본에 진출한 대한민국의 가수다. 2009년부터 유우[u]로 아티스트명을 바꿔 활동을 하고 있다.

## 음반 목록

### 한국 활동
1. 《원더랜드(Wonderland)》 (2006년 3월 7일)
2. 《스마일》(Smile)
3. 못된 나 (2008)
4. Fall in love(ep) (2010)
5. 기적 [2010 remix ver.]

- 《SBS 일요일이 좋다 OST》

### 일본 활동

#### 싱글
1. 《원더랜드(Wonderland)》 (2006)
2. 《사라지지 않는 무지개》 (2006)
3. 《서렌더》(Surrender)/《리디아》(Lydia) (2006)
4. 《찬바람의 순정》 (2006)
5. 《못된 나》
6. 《여자의 마음》 (2007)
7. KIZUNA (2007)

#### 정규 앨범
1. 《A Little Happiness》 (어 리틀 해피니스) 2007